# Dames Bacchus

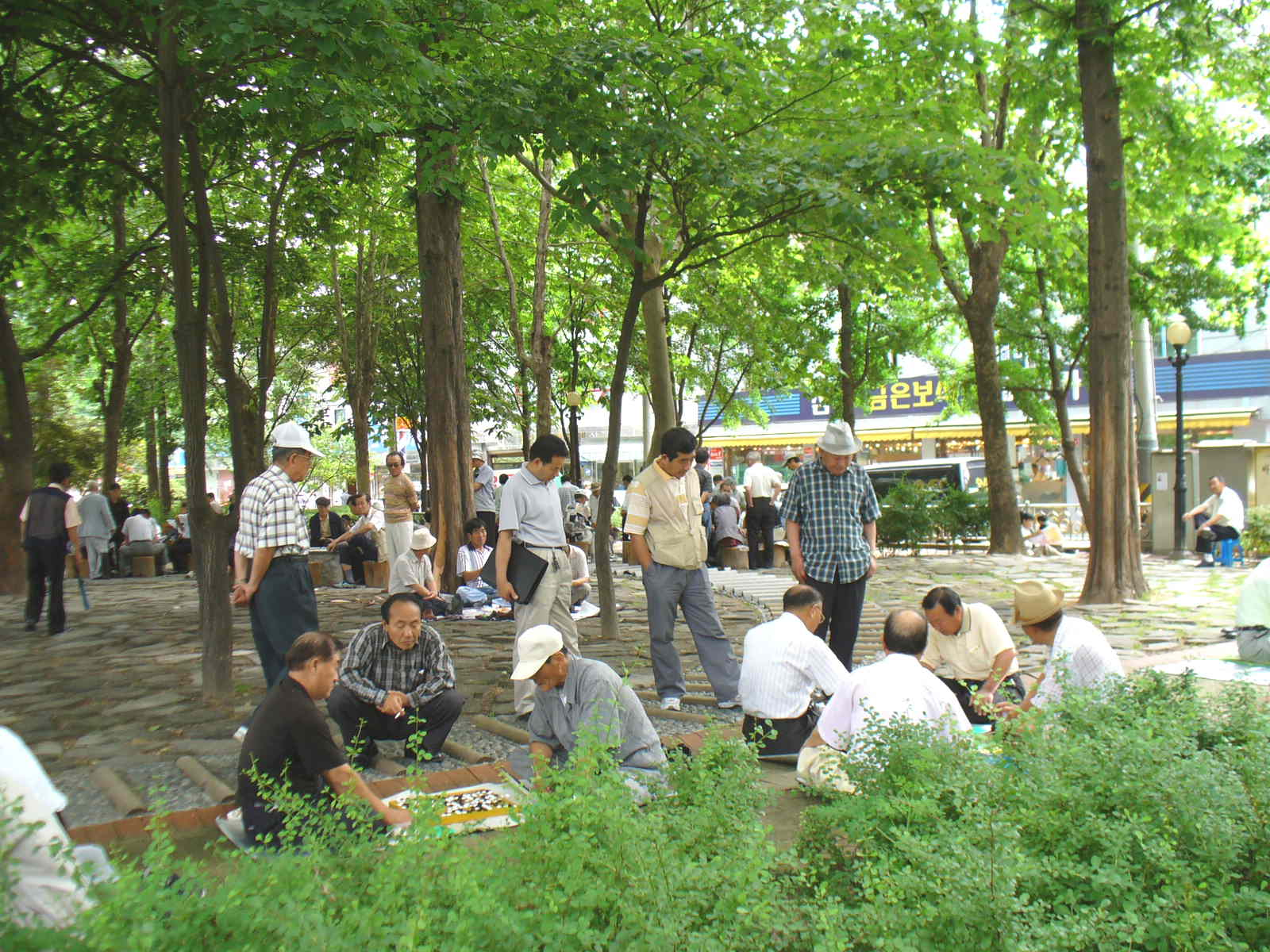
Le parc Jongmyo à Séoul.

Les dames Bacchus (박카스 할머니 ; RR : Bagkaseu halmeoni, ; littéralement « Grands-mères Bacchus »), couramment appelé Bacchus Ladies, sont des prostituées âgées qui racolent dans les parcs et sur les places de Séoul en Corée du Sud pour attirer des clients dans les motels à proximité. Traditionnellement, elles gagnaient leur vie en vendant des bouteilles de boisson énergisante de la marque Bacchus-F (en) dans ces mêmes parcs où beaucoup d'hommes âgés passent leurs après-midi. Ces femmes ont entre 50 et 60 ans et certaines ont même plus de 80 ans. Le prix de leur service est d'environ 20 000 à 30 000 wons (18 à 26 dollars), voire moins si l'homme est un client régulier,,,,,. Selon le chercheur Lee Ho-sun, environ 400 femmes travaillent dans le parc Jongmyo à Séoul. Des jeunes hommes de la vingtaine à la quarantaine deviennent de plus en plus des clients réguliers,.

## Contexte social

Le taux de pauvreté des personnes âgées en Corée du Sud est le plus élevé des pays de l'OCDE.

Taux de pauvreté en Corée du Sud (chez les 65 ans et plus) en 2011.

Dans une société confucéenne comme la Corée du Sud, les personnes âgées sont respectées et peuvent compter sur leurs enfants une fois devenues trop vieilles. Cependant, du fait de récents changements rapides de la société, l'attitude des enfants a radicalement changé. Il n'y a pas de système de retraite (en) fonctionnant efficacement en Corée du Sud. Ces femmes âgées n'ont aucune épargne, aucune pension réaliste et aucune famille sur laquelle compter. Le taux de pauvreté (en) des femmes de 65 et plus en Corée du Sud est de 47,2%, le plus élevé des pays de l'OCDE. Ce chiffre passe même à 76,6% pour les femmes âgées seules,. Le professeur Lee Ho-sun, de l'université Soongsil de Séoul, a mené des recherches et découvert que beaucoup de femmes s'adonnent à la prostitution durant leurs premières années d’études dans les bars à karaoké et les salons de thé, puis retournent à cette activité les dernières années à cause de la pression financière.

## Réaction des politiques
La prostitution en Corée du Sud est illégale et la police patrouille dans les zones et mène parfois des opérations de répression. Les femmes arrêtées reçoivent généralement un avertissement ou une petite amende. Par exemple, 33 femmes, dont une âgée de 84 ans, sont arrêtées début 2015 dans le cadre d'une vague de répression. Après le raid, le nombre de travailleuses est tombé à environ 200. La police locale estime que le problème ne peut être résolu par des mesures de répression et que cette politique doit être modifiée.

## MST
Il y a une épidémie de MST chez les personnes âgées, principalement causées par l'utilisation par les dames Bacchus de substances améliorant l'érection de leurs clients. Celles-ci sont injectées par voie intraveineuse, mais les aiguilles peuvent être réutilisées 10 à 20 fois. Une enquête locale de 2014 révèle que 40% des hommes sont infectés. Le gouvernement local offre maintenant des cours d'éducation sexuelle aux personnes âgées,.

## Dans la culture populaire
- The Bacchus Lady, film de 2016 de Lee Jae-yong. Il est présenté dans la section Panorama de la Berlinale 2016.